# ناحیه باک، شهرستان ادگار، ایلینوی
ناحیه باک (به انگلیسی: Buck Township) یک منطقهٔ مسکونی در ایالات متحده آمریکا است که در شهرستان ادگار، ایلینوی واقع شده‌است. ناحیه باک ۲۰۸ متر بالاتر از سطح دریا واقع شده‌است.